# Tuntum
Tuntum là một đô thị thuộc bang Maranhão, Brasil. Đô thị này có diện tích 3573,041 km², dân số năm 2007 là 34444 người, mật độ 9,64 người/km².